# 余充妃
僖恪充妃，亦稱為余充妃（？—1503年），名不詳，疑為湖州府德清縣五都敢邨人，明朝明英宗朱祁鎮之妃。

## 生平
余氏的出生及入宮時間均待考，目前僅知她生前已被稱為「妃」，但無封號。天順八年正月十六日（1464年2月22日），明英宗病重，召皇太子朱見深及太監牛玉等人到病榻前，囑咐他們說殉葬不是古禮，仁者不忍，所以眾妃不必殉葬，並且吩咐他們要挑選好地方建造陵寢，錢皇后壽終之後與他合葬，貞順懿恭惠妃劉氏的墳墓亦需遷來，以後諸妃依次祔葬。翌日，明英宗駕崩，余氏等明英宗遺孀開始守寡生活，不需要殉葬。弘治十六年七月二十三日（1503年8月14日），「英廟妃余氏」薨逝，明英宗的孫子明孝宗朱祐樘輟朝一日，追贈她為僖恪充妃，並且下旨其喪葬禮儀依照惠和麗妃陳氏之例辦理。綜合《明孝宗敬皇帝實錄》的記載，弘治十三年二月去世的劉恭妃、弘治十三年六月去世的陳麗妃、弘治十六年七月去世的余充妃與弘治十七年五月去世的張成妃，皆依照黃懿妃之例辦理喪葬禮儀，即是「喪儀從簡」，其餘禮儀按照楊安妃等人之例辦理。余充妃的出身尚待考證，然而根據《德清縣誌》的記載，明英宗後宮內有位「俞麗妃」是德清縣五都敢邨人，在天順四年（1460年）被選入掖庭，天順八年（1464年）得到明英宗臨幸，成為嬪御，未幾晉封為端靖麗妃，並且誕育一位公主，弘治十五年薨逝，隨後被追贈為宸妃，未知此「俞麗妃」是否即為余充妃。